# 냄새뱀
냄새뱀(영어: 臭蛇 슈우다[*], 영어: stink snake)은 뱀과 뱀속에 속한 무독성 대형 뱀의 일종이다. 승명아종(E. c. carinata)은 중국 남부와 대만, 센카쿠열도에 서식하고, 요나구니냄새뱀(E. c. yonaguniensis)은 요나구니섬에 서식한다. 두 아종 모두 절멸위기 IB급(EN)이다.
일본에 서식하는 무독성 뱀 중 가장 크다. 일본 최대의 독사는 반시뱀이고, 일본 본토에서 가장 큰 뱀은 무독성인 청대장이다.